# Мелентиевич, Стефан
Сте́фан Меленти́евич (серб. Стефан Мелентијевић; род. 20 марта 2004, Херцег-Нови) — сербский и черногорский футболист, защитник.

## Клубная карьера
Воспитанник «Црвены звезды». В 2019 году перешёл в «Графичар», который является фарм-клубом его родной команды. В новом клубе выступал в Юношеской футбольной лиге за команду до 17 лет. Дебютировал за «Графичар U-17» 3 августа 2019 года в матче 1-го тура против «Мачвы» (3:1), выйдя в стартовом составе. Всего в ЮФЛ провёл 15 матчей и забил 3 мяча.
Перед окончанием своего пребывания в фарм-клубе, успел дебютировать 28 марта 2021 года в молодёжной лиге против белградского «Партизана» (0:1), начав игру в стартовом составе. Позже, вернувшись в «Црвену звезду» и начав выступление в составе «молодёжки» уже там.
В сезоне 2021/22 в составе молодёжной команды «Црвены звезды» принял участие в розыгрыше Юношеской лиги УЕФА. В первом матче против ирландского клуба «Сент-Патрикс Атлетик» (2:1) удалился на 86-й минуте встречи за вторую жёлтую карточку, из-за чего в ответной встрече участия не принимал. Тем не менее команда смогла пройти в следующий раунд, но, потерпев поражение на выезде от итальянского «Эмполи» (0:5) покинули турнир.
В августе 2022 года в статусе свободного агента покинул клуб и присоединился к белградским «Радничкам». Дебютировал за новую команду 20 августа 2022 года в матче Первой лиги против «Лозницы» (2:0), проведя на поле все 90 минут. Свой первый и единственный, и в то же время победный для команды, мяч забил 10 сентября 2022 года в матче против «Златибора» (1:0).
В феврале 2023 года перешёл в российский клуб «Химки». Дебютировал за команду 12 марта 2023 года в матче чемпионата России против санкт-петербургского «Зенита» (2:3), выйдя в стартовом составе, но заменённый на 61-й минуте. По окончании сезона клуб занял 15-е место и вылетел в первую лигу.

## Карьера в сборной
В августе 2019 года был впервые вызван в сборную Сербии до 16 лет, за которую провёл два матча. В сентябре 2021 года выступил под руководством Йована Дамьяновича за сборную Сербии до 18 лет.

## Статистика выступлений

### Клубная
| Выступление        | Выступление        | Выступление      | Лига | Лига | Кубки | Кубки | Итого | Итого |
| Клуб               | Лига               | Сезон            | Игры | Голы | Игры  | Голы  | Игры  | Голы  |
| ------------------ | ------------------ | ---------------- | ---- | ---- | ----- | ----- | ----- | ----- |
| Раднички (Белград) | Первая лига Сербии | 2022/23          | 15   | 1    | 2     | 0     | 17    | 1     |
| Раднички (Белград) | Итого              | Итого            | 15   | 1    | 2     | 0     | 17    | 1     |
| Химки              | Премьер-лига       | 2022/23          | 8    | 0    | —     | —     | 8     | 0     |
| Химки              | Первая лига        | 2023/24          | 2    | 0    | 0     | 0     | 2     | 0     |
| Химки              | Итого              | Итого            | 10   | 0    | 0     | 0     | 10    | 0     |
| Всего за карьеру   | Всего за карьеру   | Всего за карьеру | 25   | 1    | 2     | 0     | 27    | 1     |